# Szanahuitta
Szanahuitta (vagy Szanahut, Šanaḫuitta) hettita település, amelyet a hattuszaszi levéltár dokumentumaiból ismerünk. Biztos azonosítása még nem történt meg, egyesek szerint Alişar, mások szerint Kuşaklı telljei rejtik, azonban Alışar még Ankuvasz és Kusszara, Kuşaklı pedig Szarisszasz és Cippalanda is lehet. A KUB 1.16 III. számú dokumentum alapján királyi székhely is volt Papahdilmah idején. Óasszír neve Šinḫuttum (ejtsd: sin[k]huttum) volt, egy kanisi szöveg szerint Ankuvasszal és Kapitrával szövetkezve lázadt fel Hatti ellen.
A hattuszaszi ékírásos táblák két fontos szempontból említik. Egyfelől egyike volt a cippalandai Viharisten (DIŠKUR URUZi-ip-pa-la-an-da) papságának ellátására rendelt városoknak. A település egészen biztosan Cippalandától délre, nem messze tőle feküdt, de a pontos távolság ismeretlen.
A környék azonban azonosított, a mai Törökország Yozgat tartománya. Ez a vidék egészen közel esik Hattuszaszhoz, a Hettita Birodalom szívéhez, ezért is különös jelentőségű, hogy ismereteink szerint I. Hattuszilisz uralkodásának kezdetén még Mitanni birtokolta. Ez a hurri térnyerés hároméves háborút jelentett a fiatal államok között. A hurrik ennek fényében Anatólia középső vidékére is kiterjesztették hatalmukat a Hattusziliszt közvetlenül megelőző időkben. Van olyan vélemény, amely szerint Szanahuitta nem hurri város volt, hanem egyszerűen fellázadt, de a hurri kultuszok és hurri nyelvű táblák, amelyek még Szapinuva városában is jelen vannak, megengedik a Hatti–Mitanni konfliktusban játszott szerep ilyen értelmezését. Hattuszilisz részéről Szanahuitta birtoklása elengedhetetlen stratégiai tényező volt a későbbi észak-szíriai hódításokhoz.